# David Rush
David Mauricio Bowen-Petterson, mais conhecido como David Rush ou Young Bo$$, é um rapper americano e produtor.

## Biografia
Como Young Bo$$ ele marcou seu primeiro sucesso como um artista de destaque com Pitbull na canção "Go Girl", que alcançou a posição #83 nos EUA na BillboardHot 100. Depois disso, ele mudou seu nome artístico para David Rush e marcou seu maior sucesso com seu solo single de estréia, um remix de sua canção "Shooting Star", que cobriu com a Canadian Hot 100 e também alcançou o top dez em EUA na Billboard Rhythmic Top 40.

## Discografia

### Mixtapes
- 2008: Feel the Rush Vol. 1

### Singles
| Ano  | Canção                                                                         | US Pop | US Rhyt. | CAN | Álbum                |
| ---- | ------------------------------------------------------------------------------ | ------ | -------- | --- | -------------------- |
| 2008 | "Shooting Star (Party Rock Remix)" (featuring Kevin Rudolf, LMFAO and Pitbull) | 33     | 9        | 66  | Feel the Rush Vol. 1 |

#### Participações
| Ano  | Canção                                                        | US | US Pop | Álbum        |
| ---- | ------------------------------------------------------------- | -- | ------ | ------------ |
| 2007 | "Go Girl" (Pitbull featuring Trina and Young Bo$$)            | 83 | 64     | The Boatlift |
| 2011 | "Took My Love" (Pitbull featuring Red Foo, Vein & David Rush) | -  | -      | Planet Pit   |